# Amata mariae
Amata mariae là một loài bướm đêm thuộc phân họ Arctiinae, họ Erebidae.